# Омагьосаният
„Омагьосаният“ (на английски: Spellbound) е американски игрален филм – психологически трилър, излязъл по екраните през 1945 година, режисиран от Алфред Хичкок с участието на Ингрид Бергман и Грегъри Пек. Сценарият, написан от Бен Хехт и Ангъс Макфейл, е адаптация по романа „Къщата на д-р Едуардс“ (1927) от Франсис Бийдинг. „Омагьосаният“ е един от най-странните филми на Хичкок, дал на режисьора си изобилие от възможности да изследва това, което той нарича „чисто кино“ – т.е. силата на чистите визуални асоциации.

## Сюжет
Внимание:  Текстът по-долу разкрива сюжета на произведението (или части от него)!
Главният лекар на приюта за психично болни, Грийн Манърс, д-р Мърчисън (Лио Карол) се оттегля, за да бъде заместен от младия д-р Едуард (Грегъри Пек), известен психиатър. Д-р Едуард пристига и се влюбва в младата и привлекателна Констанс Питърсън (Ингрид Бергман), която също работи като психиатър в приюта. Постепенно Констанс осъзнава, че има нещо нередно около новия лекар – в поведението му започват да се забелязват странни проявления, характерни за болен от амнезия. Тя започва да се пита дали Едуард е човекът, за когото се представя. Става ясно, че истинският д-р Едуардс е изчезнал безследно, а мнимият „д-р Едуард“ е всъщност болен от амнезия измамник. Констанс Питърсън се впуска в опасно разследване на мистерията около изчезването на истинския д-р Едуардс...
Констанс и д-р Едуард напускат приюта и започват собствено разследване. В резултат на това се разкрива, че амнезията на мнимия лекар е предизвикана от това, че е станал свидетел на убийството на истинския д-р Едуардс, но да се изясни дали той има вина за това убийство е изключително трудно. Заедно със своя стар учител Алекс Брюлов (Михаил Чехов), Констанс се опитва да открие следи от станалото в кошмарните сънища на своя пациент. В крайна сметка те стигат до истинския убиец – оказва се, че това е главният лекар на приюта, който отстранява претендента за своето място. Разобличеният убиец се самоубива.

## В ролите
| Актьор         | Роля                         |
| -------------- | ---------------------------- |
| Ингрид Бергман | д-р Констанс Питърсън        |
| Грегъри Пек    | Джон Балантайн / д-р Едуардс |
| Лио Карол      | д-р Мърчисън                 |
| Михаил Чехов   | д-р Алекс Брюлов             |
| Джон Емъри     | д-р Фльоро                   |
| Ронда Флеминг  | Мери Кармайкъл               |
| Норман Лойд    | г-н Гармс                    |
| Бил Гудуин     | детектив                     |
| Стивън Гери    | д-р Граф                     |
| Доналд Къртис  | Хари                         |
| Уолъс Форд     | непознатият във фоайето      |
| Арт Бейкър     | детектив-лейтенант Кули      |
| Реджис Туми    | сержант Гилеспи              |

## Камео на Алфред Хичкок
Алфред Хичкок се появява в камео роля във филма – излиза от асансьора на Empire State Hotel, носи цигулка и пуши цигара.

## Награди и номинации
„Омагьосаният“ е сред основните заглавия на 18-ата церемония по връчване на наградите „Оскар“ за постижения в киното за 1945 г., където е номиниран за отличието в 6 категории, включително за най-добър филм и най-добър режисьор. Филмът печели само наградата Оскар за най-добра филмова музика, която е връчена на композитора Миклош Рожа.
| Награди                                                  | Награди                         | Награди        | Награди                                    |
| Награда                                                  | Категория                       | Име            | Резултат                                   |
| -------------------------------------------------------- | ------------------------------- | -------------- | ------------------------------------------ |
| „Оскар“-1945                                             | Най-добра филмова музика        | Миклош Рожа    | награда „Оскар“                            |
| „Оскар“-1945                                             | Най-добър филм                  | „Омагьосаният“ | номинация                                  |
| „Оскар“-1945                                             | Най-добра поддържаща мъжка роля | Михаил Чехов   | номинация                                  |
| „Оскар“-1945                                             | Най-добра операторска работа    | Джордж Барнс   | номинация                                  |
| „Оскар“-1945                                             | Най-добър режисьор              | Алфред Хичкок  | номинация                                  |
| „Оскар“-1940                                             | Най-добри специални ефекти      | Джейк Косгроув | номинация                                  |
| Награди на Гилдията на Нюйоркските филмови критици -1945 | Най-добра актриса               | Ингрид Бергман | награда NYFCC за най-добра актриса за 1945 |

## Любопитно
Сред най-въздействащите моменти е сцената със съня, чиято сценография е дело на Салвадор Дали. Въпреки че филмът е черно-бял, оригиналното копие съдържа един подсъзнателен кървавочервен кадър, появяващ се при гърмежа на пистолета, насочен директно срещу камерата.